# خودسامانی

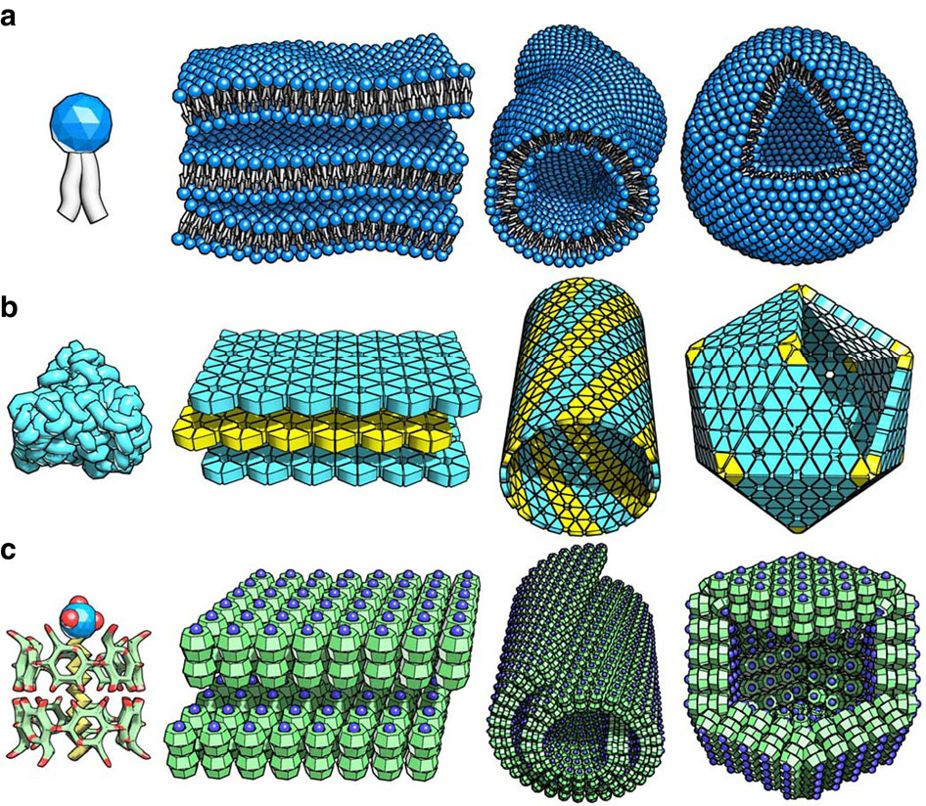
نمای تلطیف شده از خودآرایی لیپیدی و پروتئین

خودسامانی (به انگلیسی: Self Assembly) فرایندی در یک سامانۀ آشفته است که در آن اجزای پیش‌تشکیل‌دهنده، یک ساختار یا الگوی منظم را به عنوان نتیجۀ برهم‌کنش محلی خاص حول اجزای خود بدون تاثیرپذیری از بیرون شکل می‌دهند.

## خود سامانی در شیمی
خود سامانی در شیمی که با نام خودسامانی مولکولی نیز شناخته می‌شود، به صورت سازماندهی برگشت‌پذیر و خودبه‌خودی واحدهای مولکولی درون ساختارهای منظم، بدون برهم‌کنش‌های کووالانسی تعریف می‌گردد.